# Paul Lauterbur
Paul Christian Lauterbur (Sidney (Ohio), 6 mei 1929 – Urbana (Illinois), 27 maart 2007) was een Amerikaans scheikundige die de Nobelprijs voor de Fysiologie of Geneeskunde in 2003 deelde met Peter Mansfield voor zijn werk dat de ontwikkeling van Magnetic Resonance Imaging (MRI) mogelijk maakte.

## Biografie
Lauterbur was de zoon van Edward Joseph en Gertrude Frieda Wagner Lauterbur. Hij begon zijn opleiding aan de Sidney High School. Hij deed zijn afstudeerwerk aan de Case Institute of Technology in Cleveland. Als tiener bouwde hij zijn eigen laboratorium in de kelder van zijn ouderlijk huis. Zijn scheikundeleraar stond toe dat hij tijdens de lessen soms zijn eigen experimenten deed achter in de klas. Toen Lauterbur in 1950 werd opgeroepen voor dienstplicht, mocht hij in het leger werken aan een eerste versie van een eendimensionale kernspinresonantiemachine. Tegen de tijd dat hij het leger verliet, had hij al vier wetenschappelijke papers gepubliceerd.
In 1962 studeerde Lauterbur af aan de Universiteit van Pittsburgh. Hier kreeg hij voor het eerst het idee voor de MRI. Het grootste gedeelte van de ontwikkeling van de MRI deed hij op de Stony Brookuniversiteit in de jaren 70. Hij gebruikte voor zijn onderzoek de kernspinresonantiemachine van het scheikundedepartement. Omdat deze overdag in gebruik was, moest hij zijn experimenten vaak 's nachts doen.
Hoewel eendimensionale kernspinresonantie reeds in de jaren 1950 door Bloch en Purcell was ontwikkeld werd deze technologie tot de jaren 1970 primair gebruikt in vaste stoffysica voor de studie naar de chemische structuur van substanties. In 1973 publiceerde Lauterbur in Nature een artikel waarin hij suggereerde dat met de introductie van een tweede, zwakker magnetisch veld – het gradiëntveld – het mogelijk was om tweedimensionale beelden van een lichaam te maken: beeldvorming door magnetische resonantie.
Samen met zijn vrouw Joan was Lauterbur gedurende 22 jaar professor aan de Universiteit van Illinois te Urbana-Champaign. Lauterburg stierf op 27 maart 2007 op 77-jarige leeftijd aan de gevolgen van een nierziekte.

## Erkenning
Naast de Nobelprijs werd Lauterbur ook onderscheiden met de Lasker Award (1984), de National Medal of Science (1987), de IEEE Medal of Honor (1987), de Kyoto-prijs (1994) en de Dr. A.H. Heinekenprijs voor de Geneeskunde van de Koninklijke Nederlandse Akademie van Wetenschappen (KNAW). In 2007 werd hij opgenomen in de National Inventors Hall of Fame.